# Idiko Erasitechniko Protathlema 1974
L'Idiko Erasitechniko Protathlema 1974 è la 7ª edizione delle qualificazioni alla Beta Ethniki.

## Gruppo 1

### Squadre partecipanti
| Squadra                | Città          |
| ---------------------- | -------------- |
| Didymoticho            | Didymoticho    |
| Doxa Sitagron          | Sitagri        |
| Ethnikos Sidirokastro  | Sidirokastro   |
| Orfeas Eleftheroupolis | Eleftheroupoli |
| Poseidon Komotini      | Komotini       |
| Thermaïkos Salonicco   | Salonicco      |

### Classifica
|  | Pos. | Squadra                | Pt | G | V | N | P | GF | GS | DR  |
|  | ---- | ---------------------- | -- | - | - | - | - | -- | -- | --- |
|  | 1.   | Ethnikos Sidirokastro  | 17 | ? | ? | ? | ? | 25 | 5  | +20 |
|  | 2.   | Thermaïkos Salonicco   | 16 | ? | ? | ? | ? | 16 | 3  | +13 |
|  | 3.   | Orfeas Eleftheroupolis | 8  | ? | ? | ? | ? | 12 | 14 | -2  |
|  | 4.   | Didymoticho            | 8  | ? | ? | ? | ? | 15 | 20 | -5  |
|  | 5.   | Poseidon Komotini      | 5  | ? | ? | ? | ? | 9  | 16 | -7  |
|  | 6.   | Doxa Sitagron          | 2  | ? | ? | ? | ? | 9  | 28 | -19 |

Legenda:

      Ammesse in Beta Ethniki 1974-1975

## Gruppo 2

### Squadre partecipanti
| Squadra             | Città      |
| ------------------- | ---------- |
| Alexandria          | Alexandria |
| Elpida Provata      | Provatas   |
| Kozani              | Kozani     |
| Neapolis            | Neapoli    |
| Olympiakos Ormylias | Ormylia    |
| Polykastro          | Polykastro |

### Classifica
|  | Pos. | Squadra             | Pt | G | V | N | P | GF | GS | DR  |
|  | ---- | ------------------- | -- | - | - | - | - | -- | -- | --- |
|  | 1.   | Kozani              | 15 | ? | ? | ? | ? | 21 | 8  | +13 |
|  | 2.   | Alexandria          | 14 | ? | ? | ? | ? | 16 | 7  | +9  |
|  | 3.   | Neapolis            | 14 | ? | ? | ? | ? | 14 | 7  | +7  |
|  | 4.   | Polykastro          | 7  | ? | ? | ? | ? | 10 | 13 | -3  |
|  | 5.   | Elpida Provata      | 7  | ? | ? | ? | ? | 10 | 19 | -9  |
|  | 6.   | Olympiakos Ormylias | -1 | ? | ? | ? | ? | 5  | 22 | -17 |

Legenda:

      Ammesse in Beta Ethniki 1974-1975

## Gruppo 3

### Squadre partecipanti
| Squadra                 | Città      |
| ----------------------- | ---------- |
| Agrotikos Astir Plateos | Platy      |
| Akrites Sykeon          | Sykies     |
| Apollon Kryas Vrysis    | Krya Vrysi |
| Elassona                | Elassona   |
| Makedonikos Siatistas   | Siatista   |
| Rigas Feraios           | Velestino  |

### Classifica
|  | Pos. | Squadra                 | Pt | G | V | N | P | GF | GS | DR  |
|  | ---- | ----------------------- | -- | - | - | - | - | -- | -- | --- |
|  | 1.   | Makedonikos Siatistas   | 15 | ? | ? | ? | ? | 20 | 11 | +9  |
|  | 2.   | Rigas Feraios           | 14 | ? | ? | ? | ? | 19 | 15 | +4  |
|  | 3.   | Apollon Kryas Vrysis    | 13 | ? | ? | ? | ? | 26 | 12 | +14 |
|  | 4.   | Elassona                | 8  | ? | ? | ? | ? | 13 | 21 | -8  |
|  | 5.   | Akrites Sykeon          | 5  | ? | ? | ? | ? | 15 | 23 | -8  |
|  | 6.   | Agrotikos Astir Plateos | 5  | ? | ? | ? | ? | 12 | 23 | -11 |

Legenda:

      Ammesse in Beta Ethniki 1974-1975

## Gruppo 4

### Squadre partecipanti
| Squadra           | Città      |
| ----------------- | ---------- |
| Apollon Larissa   | Larissa    |
| Dimitra Trikala   | Trikala    |
| Doxa Moscholurios | Karditsa   |
| Fōkikos           | Amfissa    |
| Nea Artaki        | Nea Artaki |
| Preveza           | Preveza    |

### Classifica
|  | Pos. | Squadra           | Pt | G | V | N | P | GF | GS | DR  |
|  | ---- | ----------------- | -- | - | - | - | - | -- | -- | --- |
|  | 1.   | Dimitra Trikala   | 16 | ? | ? | ? | ? | 26 | 9  | +17 |
|  | 2.   | Nea Artaki        | 15 | ? | ? | ? | ? | 19 | 10 | +9  |
|  | 3.   | Preveza           | 12 | ? | ? | ? | ? | 17 | 14 | +3  |
|  | 4.   | Fōkikos           | 8  | ? | ? | ? | ? | 12 | 15 | -3  |
|  | 5.   | Doxa Moscholurios | 5  | ? | ? | ? | ? | 9  | 19 | -10 |
|  | 6.   | Apollon Larissa   | 1  | ? | ? | ? | ? | 8  | 24 | -16 |

Legenda:

      Ammesse in Beta Ethniki 1974-1975

## Gruppo 5

### Squadre partecipanti
| Squadra          | Città      |
| ---------------- | ---------- |
| Anatoli          | Anatoli    |
| Asteras Amaliada | Amaliada   |
| Mesolongi        | Missolungi |
| Olimpo Kerkyra   | Corfù      |
| Patrasso         | Patrasso   |
| Pelopas Kiatou   | Kiato      |

### Classifica
|  | Pos. | Squadra          | Pt | G | V | N | P | GF | GS | DR  |
|  | ---- | ---------------- | -- | - | - | - | - | -- | -- | --- |
|  | 1.   | Patrasso         | 19 | ? | ? | ? | ? | 20 | 4  | +16 |
|  | 2.   | Pelopas Kiatou   | 15 | ? | ? | ? | ? | 27 | 10 | +17 |
|  | 3.   | Anatoli          | 8  | ? | ? | ? | ? | 11 | 11 | 0   |
|  | 4.   | Asteras Amaliada | 7  | ? | ? | ? | ? | 11 | 16 | -5  |
|  | 5.   | Mesolongi        | 3  | ? | ? | ? | ? | 8  | 22 | -14 |
|  | 6.   | Olimpo Kerkyra   | -4 | ? | ? | ? | ? | 4  | 18 | -14 |

Legenda:

      Ammesse in Beta Ethniki 1974-1975

## Gruppo 6

### Squadre partecipanti
| Squadra              | Città    |
| -------------------- | -------- |
| Amfiali Pireo        | Il Pireo |
| Argonaftis Neas Kios | Nea Kios |
| Doxa Vyrona          | Vironos  |
| Leonida Sparta       | Sparta   |
| Leonidio             | Leonidio |
| Messiniakos          | Calamata |

### Classifica
|  | Pos. | Squadra              | Pt | G | V | N | P | GF | GS | DR  |
|  | ---- | -------------------- | -- | - | - | - | - | -- | -- | --- |
|  | 1.   | Doxa Vyrona          | 18 | ? | ? | ? | ? | 34 | 9  | +25 |
|  | 2.   | Amfiali Pireo        | 16 | ? | ? | ? | ? | 29 | 10 | +19 |
|  | 3.   | Messiniakos          | 10 | ? | ? | ? | ? | 19 | 11 | +8  |
|  | 4.   | Argonaftis Neas Kios | 6  | ? | ? | ? | ? | 11 | 29 | -18 |
|  | 5.   | Leonidio             | 4  | ? | ? | ? | ? | 9  | 15 | -6  |
|  | 6.   | Leonida Sparta       | 4  | ? | ? | ? | ? | 4  | 32 | -28 |

Legenda:

      Ammesse in Beta Ethniki 1974-1975

## Gruppo 7

### Squadre partecipanti
| Squadra            | Città           |
| ------------------ | --------------- |
| Agios Dimitrios    | Agios Dimitrios |
| Anagennisi Chania  | La Canea        |
| Atsalenios Iraklio | Candia          |
| Moschato           | Moschato        |
| Rethymno           | Rethymno        |
| Thriamvos          | Atene           |

### Classifica
|  | Pos. | Squadra            | Pt | G | V | N | P | GF | GS | DR  |
|  | ---- | ------------------ | -- | - | - | - | - | -- | -- | --- |
|  | 1.   | Moschato           | 16 | ? | ? | ? | ? | 27 | 5  | +22 |
|  | 2.   | Agios Dimitrios    | 16 | ? | ? | ? | ? | 14 | 5  | +9  |
|  | 3.   | Thriamvos          | 14 | ? | ? | ? | ? | 10 | 6  | +4  |
|  | 4.   | Anagennisi Chania  | 5  | ? | ? | ? | ? | 14 | 23 | -9  |
|  | 5.   | Rethymno           | 5  | ? | ? | ? | ? | 11 | 21 | -10 |
|  | 6.   | Atsalenios Iraklio | -2 | ? | ? | ? | ? | 8  | 24 | -16 |

Legenda:

      Ammesse in Beta Ethniki 1974-1975

### Spareggio per il primo posto
| Squadra 1 | Risultato         | Squadra 2       |
| --------- | ----------------- | --------------- |
| Moschato  | 0 – 0 (6 – 5 dtr) | Agios Dimitrios |

## Gruppo 8

### Squadre partecipanti
| Squadra               | Città     |
| --------------------- | --------- |
| Atlas Mytilenes       | Mitilene  |
| Chios                 | Chio      |
| Diagoras              | Rodi      |
| Karlovasi             | Karlovasi |
| Panchiakos            | Chio      |
| Piraïkos Neos Falirou | Il Pireo  |
| Sourmena              | Sourmena  |

### Classifica
|  | Pos. | Squadra               | Pt | G | V | N | P | GF | GS | DR  |
|  | ---- | --------------------- | -- | - | - | - | - | -- | -- | --- |
|  | 1.   | Diagoras              | 16 | ? | ? | ? | ? | 30 | 9  | +21 |
|  | 2.   | Chios                 | 12 | ? | ? | ? | ? | 15 | 15 | 0   |
|  | 3.   | Sourmena              | 11 | ? | ? | ? | ? | 17 | 17 | 0   |
|  | 4.   | Piraïkos Neos Falirou | 10 | ? | ? | ? | ? | 19 | 24 | -5  |
|  | 5.   | Atlas Mytilenes       | 7  | ? | ? | ? | ? | 14 | 16 | -2  |
|  | 5.   | Karlovasi             | 4  | ? | ? | ? | ? | 13 | 37 | -24 |

Legenda:

      Ammesse in Beta Ethniki 1974-1975